# Berhaneyesus Souraphiel
Berhaneyesus Demerew Souraphiel (Amhaars: ብርሃነ ኢየሱስ ደምረው ሱራፌል) (Minya, 14 juli 1948) is een Ethiopisch geestelijke, de geestelijk leider van de Ethiopisch-Katholieke Kerk en een kardinaal van de Katholieke Kerk.
Souraphiel werd op 4 juli 1976 priester gewijd. In 1994 werd hij benoemd tot apostolisch prefect van Jimma-Bonga. Op 7 november 1997 werd hij benoemd tot apostolisch administrator van het aartsbisdom Addis Abeba en tot titulair bisschop van Bita. Zijn bisschopswijding vond plaats op 25 januari 1998.
Souraphiel is sinds 1998 president van de Raad van de Ethiopische Kerk en sinds 1999 president van de bisschoppenconferentie van Ethiopië en Eritrea.
Op 7 juli 1999 werd Souraphiel benoemd tot aartsbisschop-metropoliet van Addis Abeba als opvolger van Paulos Tzadua, die in 1998 met emeritaat was gegaan.
Souraphiel werd tijdens het consistorie van 14 februari 2015 kardinaal gecreëerd. Hij kreeg de rang van kardinaal-priester. Zijn titelkerk werd de San Romano Martire.